# کالبی فارما
کالبی فارما (انگلیسی: Kalbe Farma) شرکت داروسازی اندونزیایی است، که در سال ۱۹۶۶ تأسیس شد.